# Никељ
Никељ (рус. Никель; фин. Kolosjoki) насељењо је место са административним статусом варошице (рус. посёлок городского типа) на крајњем северозападу европског дела Руске Федерације. Налази се на северозападу Мурманске области и административно припада њеном Печеншком рејону чији је уједно и административни центар.
Према проценама националне статистичке службе за 2017. у вароши је живело 11.599 становника.

## Географија
Варошица Никељ налази се у северозападном делу Мурманске области, на свега неколико километара источније од руско-норвешке државне границе. Лежи на левој обали реке Колосјоки, неколико стотина метара од њеног ушћа у језеро Куетсјарви, на неких 180 километара северозападно од административног центра области, града Мурманска.
Најближе градско насеље је град Запољарни који се налази 23 км источније. Централни део вароши лежи на надморској висини од око 140 метара, а цела варошица се налази унутар арктичког поларног круга.
Варошица је друмским правцима повезана са Запољарним и Мурманском на истоку, луком Линахамари на северу, Рајакоским на југозападу и норвешким Ћирћенесом на северозападу.

## Историја
Изградња садашњег насеља започела је током 1934. када је цело то подручје било у саставу Финске, након што су на оближњем подручју током 1930-их откривена значајна лежишта никла. Финска влада је изградњу рудника и пратећих објеката око њега поверила британској рударској компанији British Mond Nickel Co, а новоосновано насеље је добило име Колосјоки.
У лето 1940. финске власти су преузеле управу над рудником и започеле експлоатацију руде која је током Другог светског рата углавном продавана Немачкој. Након што је у оближњем Јанискоском пуштена у погон хидроелектрана и започела производња електричне енергије, у Колосјокију су отворене и топионице за прераду никлове руде.
Током 1944. совјетска Црвена армија заузела је цело подручје Петсама, а немачке трупе су приликом повлачења до темеља порушиле јанискоску хидроелектрану и значајно девастирале руднике и топионице. Одмах након ослобођења нове совјетске власти су насељу промениле име у Никељ (руски назив за хемијски елемент никл), започело се са обновом порушених објеката у насељу и за кратко време производња је обновљена. У јулу 1945. успостављен је Печеншки рејон као једна од административних јединица Мурманске области, а као њено седиште именован је Никељ.
Одлуком совјетских власти од 27. новембра 1945. насељу Никељ додељен је административни статус радничке варошице.

## Демографија
Према подацима са пописа становништва 2010. у насељу је живело 12.756 становника, док је према проценама за 2017. варошица имала 11.599 становника.
| 1939. | 1959.  | 1970.  | 1979.  | 1989.  | 2002.  | 2010.  | 2017.  |
| ----- | ------ | ------ | ------ | ------ | ------ | ------ | ------ |
| ---   | 16.305 | 21.299 | 20.031 | 21.838 | 16.534 | 12.756 | 11.599 |

## Међународна сарадња
Никељ има потписане уговоре о партнерству и сарадњи са следећим градовима:
- Ћирћенес, Норвешка